# 留守第51師団
留守第51師団（るすだいごしゅういちしだん）は、1941年から1945年に、日本の栃木県宇都宮市に司令部をおいて地域防衛と徴兵・訓練などを業務とした大日本帝国陸軍の部隊である。宇都宮師管を管轄した。

## 1941年から1944年4月
関東地方北部にあたる宇都宮師管は、1940年新設の第51師団の管区であった。第51師団が1941年（昭和16年）7月に関東軍特種演習（関特演）参加のため秘密裏に動員されて満州に出動したとき、宇都宮師管を引き継ぐために臨時編成された留守師団が、留守第51師団である。部隊名は第51師団に対応するが、別の師団長と別の指揮系統を持つ別部隊である。上級部隊は東部軍であった。
1944年4月4日、昭和19年軍令陸甲第37号により、内地の5つの留守師団をもとに師団を新設することが決められた。留守第51師団は第81師団に改組した。

## 1944年7月から1945年3月
7月6日の昭和19年軍令陸甲第77号により、第81師団は動員されて管区から離れ、留守第51師団がふたたび臨時動員されて宇都宮師管を管轄することになった。動員完結は7月10日から12日と定められた。
連合軍の本土上陸が近づいているという認識のもと、東部軍は沿岸防備のための築城を進め、留守第51師団に対しても10月13日に臨時砲台の築城を命じた。予定地は茨城県の磯浜（現在の大洗町）、平磯、磯崎（以上2箇所は現在のひたちなか市）、水戸付近、久慈 (現在の日立市）で、水戸市に近い海沿いに集中した。県南部、鹿島灘に面した海浜には、第44師団が築城することになっていた。
1945年（昭和）3月25日に第12方面軍が発した命令により、留守51師団の作戦地域は東茨城郡以北の茨城県とされ、水戸周辺とその沿岸地域への速やかな進出を求められた。
1945年2月9日制定（10日公布）の昭和20年軍令陸第2号で、臨時的性格の留守師団をやめ、常設の師管区部隊をおく制度が定められた。同日の軍令陸甲第25号により、留守第51師団司令部が4月1日をもって宇都宮師管区司令部に改称することになった。2月28日の軍令陸甲第34号により、師管区部隊の編成と関連濡部隊の復員が命じられた。宇都宮師管区部隊が発足した4月9日までに復員した。水戸周辺の防衛は新設の第151師団が引き継いだ。

## 師団長
- 上野勘一郎 予備役陸軍中将：1941年7月7日 - 1942年4月1日[14]
- 岡本保之 陸軍中将：1942年4月1日 - 1943年2月28日[15]
- 平田正判 陸軍中将：1943年3月1日 - 1944年1月7日[16]
- 古閑健 陸軍中将：1944年1月7日 - 1944年4月6日[17]
- 白銀義方 陸軍中将：1944年7月8日 - 1945年4月1日[18]

## 師団の編制・配属
戦後に作成された『帝国陸軍部隊調査表　集成表』による編制。1944年から1945年の実際の編成と所在地。「東部35部隊」等は部隊の通称号である。
- 留守第51師団司令部 - 宇都宮
  - 歩兵第66連隊補充隊（東部36部隊） - 宇都宮
  - 歩兵第102連隊補充隊（東部37部隊） - 水戸
  - 歩兵第112連隊補充隊（東部38部隊） - 高崎
  - 捜索第51連隊補充隊（東部39部隊） - 宇都宮
  - 野砲兵14連隊補充隊（東部40部隊） - 宇都宮
  - 工兵第51連隊補充隊（東部42部隊） - 宇都宮
  - 第51師団通信隊補充隊（東部43部隊） - 宇都宮
  - 輜重兵第51連隊補充隊（東部44部隊） - 宇都宮

第12方面軍が発足した1945年2月11日時点での配属部隊。
- - 第44師団の歩兵約1大隊（工兵の一部も）。3月25日以降、原隊に復帰[21]。
  - 独立重砲兵第35大隊（第4中隊を欠く）
  - 防衛築城部第6工事隊の4分の1
  - 特設警備第4大隊

師団司令部の下には3つの連隊区司令部があった
- 宇都宮連隊区司令部
- 水戸連隊区司令部
- 前橋連隊区司令部